# Baldur Wagner
Baldur Wagner (* 24. Januar 1939) ist deutscher Politiker (vormals CDU).
Wagner war von 1982 bis 1991 Abteilungsleiter Wirtschaft im Bundeskanzleramt, danach bis zum Jahre 1998 Staatssekretär im Bundesministerium für Gesundheit (BMG). Vor seiner Zeit im BMG hatte Baldur Wagner mehrere Karrierestationen im Bundeskanzleramt durchlaufen.
Heute ist Wagner Berater großer deutscher und internationaler Pharmaunternehmen und im Krankenkassenbereich.
Baldur Wagner ist Vater von vier Kindern. Er ist seit 2012 mit Martha Schad verheiratet.

## Publikationen
- Winfried Ockenfels und Baldur Wagner: Signale in die achtziger Jahre. Die politische Landschaft der Bundesrepublik Deutschland. Zahlen, Daten, Fakten, Meinungen. Olzog, München und Wien 1980, ISBN 3-7892-7153-5.

| Personendaten    | Personendaten       |
| ---------------- | ------------------- |
| NAME             | Wagner, Baldur      |
| KURZBESCHREIBUNG | deutscher Politiker |
| GEBURTSDATUM     | 24. Januar 1939     |